# Elizabeth Francis
Elizabeth Francis (* 25. Juli 1909 in St. Mary Parish, Louisiana; † 22. Oktober 2024 in Houston, Texas) war eine US-amerikanische Supercentenarian. Sie war vom 22. Februar 2024 bis zu ihrem Tod die älteste US-Amerikanerin.

## Leben
Elizabeth Francis wuchs als Tochter afroamerikanischer Eltern gemeinsam mit fünf älteren Geschwistern in eher ärmlichen Verhältnissen auf. Ihre Mutter starb im Jahr 1920 an einer schweren Krankheit. Ihr Vater heiratete einige Jahre später erneut. Zusätzlich beteiligte sich ihre Tante, die Schwester der Mutter, an der Erziehung und Verpflegung der sechs Kinder.
Nach ihrem Schulabschluss absolvierte Francis eine Ausbildung zur Kellnerin. In diesem Beruf war sie mehrere Jahrzehnte in verschiedenen Restaurants und Hotels tätig. Später machte sie sich selbständig und eröffnete eine Gaststätte, wo sie als Geschäftsführerin tätig war. Ende der 1970er-Jahre ging sie in den Ruhestand.
Francis heiratete 1928; ihr Ehemann starb wenige Jahre später an einer schweren Krankheit, woraufhin sie alleinerziehende Mutter ihrer Tochter (* 1928) wurde. Einige ihrer Verwandten erreichten ebenfalls ein sehr hohes Alter, so wurde eine Schwester 95 Jahre alt, ihr Vater wurde 99 Jahre alt und eine weitere Schwester starb 2011 im Alter von 106 Jahren. Francis zog 1999 nach Houston, wo sie gemeinsam mit ihrer Tochter und einer Enkelin in einem Einfamilienhaus wohnte. Ab 2016 war sie wegen Gehproblemen auf einen Rollstuhl angewiesen.
Am 25. Juli 2019, ihrem 110. Geburtstag, wurde Francis zur Supercentenarian. Nach dem Tod von Maria De La Talamantes am 21. Juni 2020 im Alter von 111 Jahren war sie die älteste in Texas lebende Person, ab dem 17. Mai 2023 die älteste in den USA lebende afroamerikanische Person. Nach dem Tod von Edith Ceccarelli am 22. Februar 2024 im Alter von 116 Jahren war Francis die älteste in den USA lebende Person. Sie war zuletzt die drittälteste lebende Person der Welt, nach Inah Canabarro Lucas und Tomiko Itooka.
Elizabeth Francis starb am 22. Oktober 2024 im Alter von 115 Jahren und 89 Tagen (insgesamt 42.093 Tage) in Houston, Texas.